# Commissione Internazionale di Controllo
La Commissione Internazionale di Controllo (in albanese: Komisioni Ndërkombëtar i Kontrollit) fu una commissione stabilita il 15 ottobre 1913 sulla base delle decisioni prese dalle sei Grandi Potenze il 29 luglio 1913, sulla base del Trattato di Londra siglato il 30 maggio 1913. Obbiettivo della commissione era quello di prendersi cura dell'amministrazione del nuovo Principato d'Albania sino a quando la sua istituzione politica non fosse stata in grado di operare autonomamente.

## Storia
Il Quartier Generale della Commissione Internazionale di Controllo era stato posto a Valona. Le Grandi Potenze avevano autorizzato la commissione ad assumere l'amministrazione de facto del paese.

## Membri della commissione
Le Grandi Potenze avevano stabilito la commissione di controllo come composta da un rappresentante per ciascuna potenza e da uno albanese.
I membri della commissione erano:
- Léon-Alphonse-Thadée Krajewski (Francia)
- Harry Harling Lamb (Regno Unito)
- Alessandro Leoni (Italia)
- Aleksandr Mihajlovič Petrjaev (Russia)
- Aristoteles Petrović (Impero austro-ungarico)
- Julius Winckel (Germania)
- Myfit Libohova (Albania)

Quando il principe Guglielmo di Wied prese il controllo del Principato d'Albania nel marzo del 1914, il rappresentante albanese alla commissione (Libohova) venne rimpiazzato da Mehdi Frashëri il 17 marzo 1914. Dopo questo cambiamento iniziale, tutti gli altri membri della commissione rimasero al loro posto sino al 9 settembre 1914, ad eccezione del rappresentante austriaco che diede le proprie dimissioni il 25 maggio 1914.

## Amministrazione

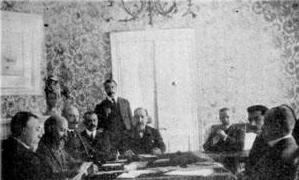
Fotografia dei negoziati che portarono alla stesura del Protocollo di Corfù tra la Commissione Internazionale di Controllo ed i rappresentanti nord epiroti.

Dopo un'assunzione graduale dell'amministrazione dello Stato, nel 1914 la Commissione Internazionale preparò una bozza di costituzione (in albanese: Statuti Organik) con 216 articoli. Questa costituzione avrebbe dato il via alla costituzione del Parlamento albanese con poteri legislativi in Albania e vi avrebbe costituito una monarchia costituzionale ereditaria.
Secondo la costituzione, il paese avrebbe avuto, con alcune eccezioni, la medesima organizzazione amministrativa che aveva all'epoca dell'Impero ottomano. Lo Stato sarebbe stato diviso in sette distretti amministrativi, ciascuno dei quali avrebbe inviato tre rappresentanti all'assemblea nazionale, eletti per suffragio diretto.
Il principe avrebbe nominato dieci rappresentanti e capi delle tre religioni dell'area (Islam, chiesa ortodossa e chiesa cattolica) che sarebbero stati rappresentanti all'assemblea nazionale con quattro anni di reggenza della carica. Il Counsiglio dei Ministri, con poteri esecutivi, sarebbe stato nominato dallo stesso principe.

## Protocollo di Corfù
Il 17 maggio, dopo che i greci che vivevano nell'albania del sud avevano dichiarato la loro indipendenza nella Repubblica Autonoma dell'Epiro del Nord, la Commissione era intervenuta nella faccenda per evitare il sorgere di ulteriori conflitti. Il risultato fu il Protocollo di Corfù che venne siglato e che riconosceva lo status autonomo alla provincia dell'Albania meridionale che si costituivano in Epiro settentrionale. Successivamente, l'esecuzione ed il mantenimento di questo accordo venne affidato come compito alla stessa Commissione.

## La fine dell'amministrazione
Con l'Albania in uno status di guerra civile dal luglio del 1914, mentre la Grecia occupava la parte sud dello Stato, nel mentre in cui le Grandi Potenze erano intente a farsi guerra l'un l'altra, il regime collassò ed il principe Guglielmo abbandonò il paese il 3 settembre 1914 alla volta di Venezia. Malgrado l'aver lasciato l'Albania egli ististette nel continuare a proclamarsi capo di stato. In un suo proclama al popolo albanese egli scrisse di doversi "assentare necessariamente temporaneamente." Il principe assunse direttamente il controllo del governo e della Commissione Internazionale di Controllo che venne disfatta nel giro di soli tre giorni.